# Boris Andrejewitsch Ostroumow
Boris Andrejewitsch Ostroumow (russisch Борис Андреевич Остроумов; * 1887 in Jaroslawl; † 1979) war ein russischer Physiker und Hochschullehrer.

## Leben
Ostroumow studierte an der physikalisch-mathematischen Fakultät der Universität St. Petersburg mit Abschluss 1912. 1913 absolvierte er einen Pädagogikkurs beim St. Petersburger Wissenschaftsbezirk. Darauf unterrichtete er an der Realschule in Kasan (bis 1917).
Nach der Oktoberrevolution arbeitete Ostroumow 1918 in dem mit Ukas Lenins gerade gegründeten Nischni Nowgoroder Lenin-Radiolaboratorium (NRL). 1919–1924 lehrte er an der Universität Kasan und am Kasaner Pädagogischen Institut. 1924 wechselte er zur Universität Nischni Nowgorod und arbeitete als wissenschaftlicher Spezialist im NRL. 1928 wurde das NRL in das Leningrader Zentrale Radiolaboratorium (ZRL) überführt, so dass Ostroumow 1929 Mitarbeiter des ZRL wurde. Im Mittelpunkt seiner Arbeit standen die Elektronenröhren, deren Konstruktion und Einsatzmöglichkeiten er verbesserte. Unter seiner wissenschaftlichen Leitung wurde Oleg Wladimirowitsch Lossew ein Pionier der Halbleitertechnik.
1933 wurde Ostroumow Gruppenleiter im Institut für Optik (GOI). 1934 wurde er Professor und 1937 Kandidat der physikalisch-mathematischen Wissenschaften. Sein Arbeitsschwerpunkt war die Optoelektronik. Er verbesserte die Konstruktion und die Messmethodik der Spektrometer.